# Liste der Staatsoberhäupter 112
Übersicht
◄◄ | ◄ | 108 | 109 | 110 | 111 | Liste der Staatsoberhäupter 112 | 113 | 114 | 115 | 116 | ► | ►►

Weitere Ereignisse

## Afrika
- Aksumitisches Reich
  - König: s. Aksumitisches Reich

- Reich von Kusch
  - König: Teqerideamani I. (90–114)

- Römisches Reich
  - Provincia Romana Aegyptus
    - Präfekt: Servius Sulpicius Similis (107–112)

## Asien
- Armenien
  - König: Axidares (110–112)
  - König: Parthamasiris (112–114)

- China
  - Kaiser: Han Andi (106–125)

- Iberien (Kartlien)
  - König: Amazasp I. (106–116)

- Indien
  - Shatavahana
    - König: Gautamiputra Sātakarni (106–130)

- Japan (Legendäre Kaiser)
  - Kaiser: Keikō (71–130)

- Korea
  - Baekje
    - König: Giru (77–128)

  - Gaya
    - König: Suro (42–199?)

  - Silla
    - König: Pasa von Silla (80–112)
    - König: Jima Isageum (112–134)

- Kuschana
  - König: Kanischka I. (100–126)

- Osrhoene
  - König: Abgar VII. (109–116)

- Partherreich
  - Schah (Großkönig): Pakoros II. (78–115)
  - Schah (Großkönig): Osroes I. (108–128)

- Römisches Reich
  - Provincia Romana Cappadocia et Galatia
    - Legat: Gaius Iulius Quadratus Bassus (107–112)

## Europa
- Bosporanisches Reich
  - König: Sauromates I. (93/94–123/124)

- Römisches Reich
  - Kaiser: Trajan (98–117)
    - Konsul: Trajan (112)
    - Konsul: Titus Sextius Cornelius Africanus (112)
    - Suffektkonsul: Marcus Licinius Ruso (112)
    - Suffektkonsul: Gnaeus Pinarius Cornelius Severus (112)
    - Suffektkonsul: Quintus Valerius Vegetus (112)
    - Suffektkonsul: Publius Stertinius Quartus (112)
    - Suffektkonsul: Titus Iulius Maximus Manlianus Brocchus Servilianus Aulus Quadronius Lucius Servilius Vatia Cassius Camars (112)
    - Suffektkonsul: Gaius Claudius Severus (112)
    - Suffektkonsul: Titus Settidius Firmus (112)